# Дев'ять тіл у мексиканському морзі
Дев'ять тіл у мексиканському морзі (англ. Nine Bodies in a Mexican Morgue) — британський телесеріал-трилер, створений та написаний Ентоні Горовіцем. Прем'єра серіалу відбулася 2 березня 2025 року на MGM+.

## Сюжет
Після авіакатастрофи дев'ять незнайомців опиняються в мексиканських джунглях. Однак, коли вони починають вмирати один за одним, тим, хто вижив, доводиться розгадувати таємницю того, хто їх убиває.

## Акторський склад

### Головний
- Ерік Маккормак — Кевін Андерсон[2]
- Девід Аяала[en] — Зак Елліс[2]
- Лідія Вілсон[en] — Соня Блер[2]
- Ян Ле[d] — Емі Маклін[2]
- Адам Лонг[en] — Ден Маклін[2]
- Шівон МакСвіні[en] — Ліза Девіс[2]
- Пітер Гадіот[en] — Карлос Гарсія Мендес[2]
- Олафур Даррі Олафссон[en] — Тревіс Девіс[2]
- Кароліна Герра[es] — Кора де Леон[2]
- Дебора Айорінде[en] — Клер Сундіата[2]
- Харі Діллон[en] — Девід Малік[2]

### Другорядний
- Анхель Лопес-Сільва[es] — капітан Габріель Вега[2]
- Себастьян Капітан-Віверос[es] — другий лейтенант Ігнасіо Лопес[2]
- Глорія Гарсія — доктор Софія Гіхарро[2]
- Ісайя Сен-Жан — Еміліо[2]
- Деніел Топік — Френк Кортні[2]
- Харліс Бесерра[d] — Гектор Гузман[2]
- Крістіан Контрерас — Октавіо Фуентес[2]
- Себастьян Ороско — Даніель Санчес[2]
- Оскар Форонда[en] — Пабло Ревуельтас[2]
- Хоана Борха — Беатріс Ортега[2]
- Міза Д'Анджело — Маріана[2]
- Орасіо Коломе — радист Рамірес[2]

## Епізоди
| № серії | Назва серії       | Режисер(и)        | Сценарист(и)   | Оригінальна дата показу |
| ------- | ----------------- | ----------------- | -------------- | ----------------------- |
| 1       | «Dead Reckoning»  | Браян О'Меллі     | Ентоні Горовіц | 2 березня 2025          |
| 2       | «Black Angels»    | Браян О'Меллі     | Ентоні Горовіц | 9 березня 2025          |
| 3       | «Rapido»          | Браян О'Меллі     | Ентоні Горовіц | 16 березня 2025         |
| 4       | «The Short Straw» | Вівіан Андерегген | Ентоні Горовіц | 23 березня 2025         |
| 5       | «Cloud Cover»     | Вівіан Андерегген | Ентоні Горовіц | 30 березня 2025         |
| 6       | «Body Bags»       | Вівіан Андерегген | Ентоні Горовіц | 6 квітня 2025           |

## Виробництво
Проєкт спочатку був розроблений Ентоні Горовіцем у 2020 році разом з Blumhouse Television для платформи короткометражних фільмів Quibi. Шестисерійний мінісеріал, написаний і створений Горовіцом, він же виступив як виконавчий продюсер, а Eleventh Hour Films — як виробник. Поряд з Горовіцем, виконавчими продюсерами серіалу від Eleventh Hour Films є Джилл Грін та Ів Гутьєррес.
Зйомки розпочалися на Канарських островах у середині 2024 року.

## Реліз
Прем'єра серіалу відбулася 2 березня 2025 року на MGM+ у Сполучених Штатах.
Права на показ у Великій Британії придбав BBC One.